# Watershed
| 전문가 평가          | 전문가 평가 |
| 총 점수              | 총 점수     |
| 출처                 | 점수        |
| -------------------- | ----------- |
| 메타크리틱           | 82/100      |
| 평가 점수            |             |
| 출처                 | 점수        |
| AllMusic             | [ 2 ]       |
| Blender              | [ 4 ]       |
| Blabbermouth.net     | 9.5/10      |
| Consequence of Sound | A−          |
| The New York Times   | [ 7 ]       |
| Pitchfork            | 7.5/10      |
| PopMatters           | 9/10        |
| Q                    | [ 10 ]      |
| Rock Hard            | 9/10        |
| Sputnikmusic         | [ 12 ]      |

《Watershed》는 스웨덴의 프로그레시브 메탈 밴드 오페스의 아홉 번째 스튜디오 음반이다. 로드러너 레코드가 발매한 《Watershed》는 오페스가 기타리스트 프레드리크 오케손과 드러머 마르틴 악센로트가 참여한 첫 번째 스튜디오 음반으로, 오랜 기타리스트 페테르 린드그렌과 드러머 마르틴 로페스를 대신했다. 음반의 아트워크는 미카엘 오케르펠트와 공동으로 트래비스 스미스(이전의 8개 오페스 음반의 커버 아트를 제작한 사람)가 만들었다. 이 음반은 지금까지 그로울링이나 데스 메탈 요소를 포함한 밴드의 마지막 스튜디오 음반이다.

## 배경
미카엘 오케르펠트는 〈Coil〉의 오프닝 트랙에서 당시 드러머 마르틴 악센로트와 데이트하던 나탈리 로리치와 듀엣을 했다. 밴드는 처음에 두 번째 트랙인 〈Heir Apparent〉로 음반을 시작할 것이라고 밝혔지만, 그들은 〈Heir Apparent〉와 대비되는 첫 번째 트랙으로 〈Coil〉을 선호했다.
오케르펠트는 튀르키예에 머무는 동안 스콜피언스의 노래 〈Living and Dying〉을 들으며 싱글 〈Burden〉을 작곡했다.

## 곡 목록
모든 곡들은 특별한 언급이 없는 한 미카엘 오케르펠트에 의해 작사/작곡하였다.
| #  | 제목                | 작사·작곡                     | 재생 시간 |
| -- | ------------------- | ----------------------------- | --------- |
| 1. | 〈Coil〉            |                               | 3:10      |
| 2. | 〈Heir Apparent〉   |                               | 8:50      |
| 3. | 〈The Lotus Eater〉 |                               | 8:50      |
| 4. | 〈Burden〉          |                               | 7:41      |
| 5. | 〈Porcelain Heart〉 | 오케르펠트, 프레드리크 오케손 | 8:00      |
| 6. | 〈Hessian Peel〉    |                               | 11:25     |
| 7. | 〈Hex Omega〉       |                               | 7:00      |